# 12e division d'infanterie (France)
Pour les articles homonymes, voir 12e division.
La 12e division d'infanterie (12e DI) est une division d'infanterie de l'armée de terre française qui a participé à la Première et à la Seconde Guerre mondiale, ainsi qu'à la guerre d'Algérie.

## Création et différentes dénominations
- 1873 : formation de la 12e division d'infanterie
- 1935 : devient 12e division d'infanterie motorisée
- 1940 : dissoute
- 1956 : recréée comme 12e division d'infanterie
- 1962 : dissoute
- 1979 : recréée comme 12e division d'infanterie
- 1984 : dissoute

## Les chefs de la12edivisiond’infanterie
- 18 octobre 1873 : général Vergé
- 25 novembre 1874 - 27 juillet 1875 : général Borel
- 21 mai 1880 - 21 février 1884 : général Berge
- 26 avril 1884 : général de La Hayerie
- 17 février 1890 : général Voisin
- 18 juin 1892 : général Brugère
- 26 décembre 1893 - 30 novembre 1897 : général Kessler
- 28 décembre 1897 : général Gallimard
- 25 juin 1899 - 30 juillet 1904 : général Hartschmidt[1]
- 23 septembre 1904 - 18 août 1906 : général Besson
- 27 septembre 1906 : général Ferré
- 17 octobre 1908 - 14 mars 1911 : général Général Valabrègue[2].
- 27 mars 1911 : général Sarrail
- 1er octobre 1913 : général Besset
- 16 octobre 1913 : général Souchier
- 17 septembre 1914 : général Herr
- 15 novembre 1914 : général Paulinier
- 24 juillet 1915 : général Gramat
- 23 mai 1916 : général Girodon, tué en allant reconnaitre le secteur le 23 septembre 1916 dans la Somme Bouchavesnes - Bois L'Abbé
- 23 septembre 1916 : général Brissaud-Desmaillets
- 19 avril 1917 : général Penet
- 10 juin 1918 - 23 décembre 1918 : général Chabord
- 12 janvier 1919 - 10 avril 1923 : général Boichut
- 1er octobre 1931 - 16 novembre 1933 : général Colson
- 1er janvier 1936 : général Loizeau
- 1er avril 1939 - 2 juin 1940 : général Janssen

## Première Guerre mondiale
Cette division d'infanterie appartenait au 6e corps d'armée. Quartier-général à Reims le 1er août 1914. De 1917 à 1919, la 12e division édite un journal de tranchées intitulé le Voltigeur.

### Composition
- Infanterie (23e et 24e brigades) :
  - 106e régiment d’infanterie d'août 1914 à janvier 1917
  - 132e régiment d’infanterie d'août 1914 à janvier 1917
  - 350e régiment d’infanterie  de janvier 1917 à novembre 1918
  - 54e régiment d’infanterie  d'août 1914 à novembre 1918
  - 67e régiment d’infanterie d'août 1914 à novembre 1918
  - 173e régiment d’infanterie de novembre 1914 à mai 1915[3]
  - 26e bataillon de chasseurs à pied  de janvier à juin 1915
  - 7e bataillon de tirailleurs indochinois d'avril à octobre 1917[4]
  - Bataillon de pionniers du 142e régiment d’infanterie territoriale d'août à novembre 1918
- Cavalerie :
  - 1 escadron du 12e régiment de chasseurs à cheval de janvier 1917 à novembre 1918
- Artillerie :
  - 3 groupes de 75 du 25e régiment d'artillerie d'août 1914 à novembre 1918
  - 102e batterie de 58 du 46e régiment d'artillerie de juillet 1916 à juillet 1917
  - 102e batterie de 58 du 25e régiment d'artillerie de juillet 1917 à janvier 1918
  - 101e batterie de 58 du 25e régiment d'artillerie de janvier à novembre 1918
  - 5e groupe de 155c du 106e régiment d'artillerie de juillet à novembre 1918
- Génie : Compagnie 6/1 du 9e régiment du génie

### Historique
Mobilisée dans la 6e région.

#### 1914
- 1er – 21 août : transport par V.F. à Vigneulles-lès-Hattonchâtel ; organisation défensive de la région Heudicourt, Thillot. À partir du 14, mouvement vers la région de Fresnes-en-Woëvre, puis celle d'Etain.
- 21 – 25 août : offensive, par Spincourt et Beuveille, vers la Chiers. Engagée dans la bataille des Ardennes : le 22 août, combats vers Ugny et Doncourt-lès-Longuyon ; le 23 combats sur la Crusnes, vers la ferme Pusieux et vers Rèvemont ; le 24, combats vers Arrancy.
- 25 août – 6 septembre : repli à l'ouest de la Meuse, par Damvillers et Consenvoye. À partir du 27 août, défense des passages de la Meuse dans la région Gercourt, Brieulles-sur-Meuse. À partir du 2 septembre, continuation du mouvement de repli vers le sud, par Montfaucon et Jubécourt, jusque vers Rembercourt-aux-Pots.
- 6 – 20 septembre : Engagée dans la 1re bataille de la Marne. Du 6 au 14, bataille de Revigny : Combats vers Sommaisne et Rembercourt-aux-Pots. Du côté allemand Erwin Rommel, participe aux attaques contre la 12e division.

À partir du 14, poursuite, par Nixéville et Charny, jusque dans la région Ville-devant-Chaumont, bois d'Haumont. Puis stabilisation.
- 20 septembre 1914 – 5 avril 1915 : retrait du front et mouvement, par Moranville, vers Mouilly et Rupt-en-Woëvre.
  - 21 septembre : la 12e DI tient le front dans la région de Braquis, face à Étain, lorsqu’elle est appelée, d’urgence sur la tranchée de Calonne, pour arrêter l’offensive ennemi, en marche sur Saint-Mihiel et les Hauts de Meuse.
  - 22 septembre : arrivée à Rupt-en-Woêvre. Combats de Mouilly, de la tranchée de Calonne, de Saint-Remy, sur la position des Eparges, en avant de la tranchée de Calonne. Puis stabilisation du front et occupation d'un secteur vers le bois Loclont et Trésauvaux.
  - 26 décembre : attaques françaises vers la tranchée de Calonne.
  - 17 - 21 février 1915 : violents combats aux Eparges.

#### 1915

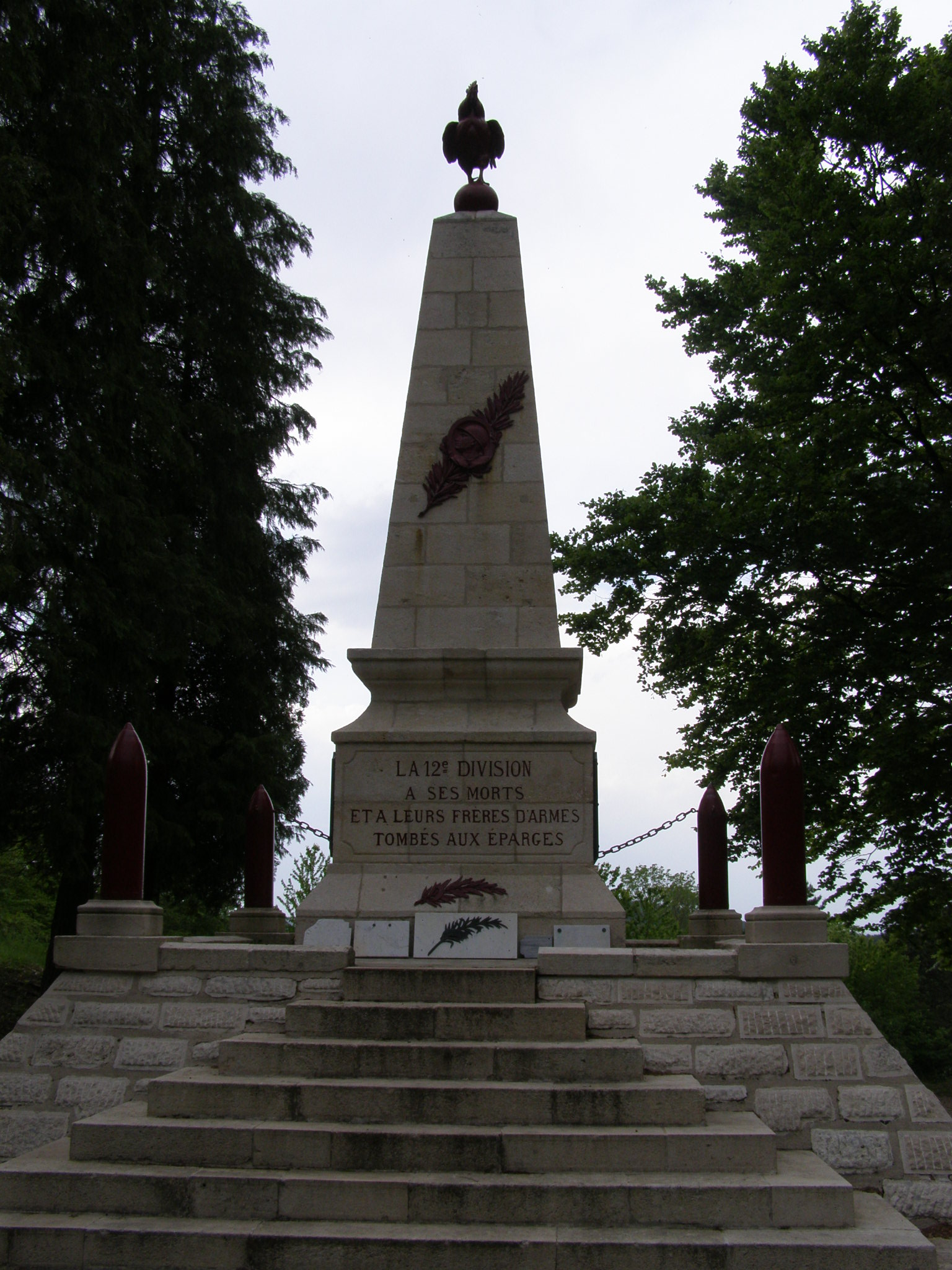
Monument aux morts de la 12e DI, au point C, crête des Éparges.

Les 18, 19 et 27 mars, nouveaux combats aux Éparges.
- Attaques des 18, 19 et 20 mars 1915[5].

Elles étaient initialement prévues les 10 et 11 mars, reportées afin de coordonner une attaque conjointe avec la DI de marche de Verdun. Début des travaux : 25 février 1915, compagnies du Génie 6/4, 6/4bis, 4/13 et 14/15, renforcées à partir du 16 mars par les compagnies 6/1 et 6/1 bis. Explosions des mines : néant.
L'attaque est encore confiée à la 12e Division. Celle-ci doit enlever deux bastions à l'est et à l'ouest, réunis par une courtine : dans la courtine et dans le bastion est, deux lignes de feu sont superposées, trois lignes de feu dans le bastion ouest. Ces lignes sont munies d'abris souterrains à l'épreuve. C'est une position formidable. En avant, les Français occupent à l'ouest une partie du mamelon conquise lors des dernières attaques ; à l'est, une parallèle à 50 mètres des positions allemandes.
- - Composition organique :
  - Infanterie : la 12e DI est renforcée du 302e RI. Génie : compagnies 6/1 bis, 6/4, 6/4 bis, 4/13, 14/15. Artillerie : 46e RAC - 2 groupes 31e RAC – 1 groupe.
  - Ordre préparatoire 12e DI : « Ordre préparatoire du 6e C.A. Signé : Général Herr. Objectif : La 12e DI est chargée de l'attaque. Elle devra s'emparer de ce qui reste à l'ennemi de la position des Éparges et devra s'y installer face au sud. »
  - Articulation : effort principal : 24e brigade renforcée d'un bataillon du 302e RI, des 5 compagnies du Génie et appuyée par deux batteries du 46e RAC.
  - Objectif principal : mamelon C.
  - En tête : 132e RI.
  - Articulation : engagé en entier. 1re ligne : 1er bataillon à droite, 2e bataillon à gauche, 3e bataillon en appui du 1er bataillon. Réserves : 6 compagnies du 54e RI. Liaisons : à gauche avec le 106e RI.
  - Phases
  - 18/03/1915
15 h 15 : tir de préparation. Durée : 45 min
16 h 5 : débouché du 132e RI
16 h 20 : les 1ers éléments prennent pied sur le mamelon C.
17 h : La réaction allemande ne permet pas d'aller plus loin.
19 h : les 132e RI et 302e RI sont à mi-chemin entre les points O et X.
  - 19/03/1915
4 h 45 : reprise de l'attaque française. Stoppée par les mitrailleuses allemandes du point X.
8 h 30 : tir d'artillerie française du point N à la corne est du bois des Sapins.
9 h 25 : reprise de l'attaque française. Échec.
10 h : Contre-attaque allemande. Échec.
11 h : lignes toujours stabilisées à mi-chemin entre N et X.
12 h : après un appui de l'artillerie, nouvelle attaque française. Échec.
16 h : appui d'artillerie et attaque française. Échec.
  - 20/03/1915
4 h : reprise de l'attaque française.
10 h : la 12e DI demande à la 24e brigade d'organiser ses positions.
- Attaques des 27 et 28 mars 1915[5].

En date du 20 mars 1915 :
- Objectif primaire : s’emparer de l’éperon est afin d’avoir des vues directes sur les secondes lignes allemandes.
- Objectif secondaire : s’emparer du bastion ouest et de la courtine reliant les deux bastions.
- Situation allemande : la batterie de 305 mm installée à Woël bat la crête des Éparges. Avec les mortiers de 280 mm, elle interdit toute installation de troupes françaises au sommet de l’éperon.
- Situation française : il est impératif dans un premier temps de réaliser des abris aptes à résister à cette artillerie lourde, et dans un second temps, de réduire ces batteries au silence.
  - Articulation : appuyée par la division de marche de Verdun et l’artillerie de la place, la 12e DI sera en mesure d’attaquer à compter du 25 mars 1915.

En date du 25 mars, ordre à la 12e DI :
- - Objectif : portion des deux tranchées parallèles.
  - Limite droite : boyau T et le point K zéro.
  - Limite Gauche : Corne Sud-est du bois.
  - Limite de l’attaque : au-delà de la dernière tranchée jusqu’à la crête militaire, afin de battre les pentes sur Combres.
  - Unités concernées : 25e bataillon de chasseurs à pied, 54e RI. Appui : 106e RI et 132e RI, Génie des 6e et 14e bataillon du Génie.

Heure de l’attaque : 16 h.
- - Réalisation :
  - 27 mars 1915:
17 h, les objectifs sont presque tous atteints.
21 h, les 106e RI et 132e RI avec le Génie réorganisent le terrain.
21 h 30 : contre-attaque allemande.
  - 28 mars 1915
4 h : le maintien sur les positions conquises est impossible et la 12e DI doit céder le terrain conquis la veille.
- 5 avril – 4 août, engagée sur place dans la 1re bataille de Woëvre :
- Les attaques des 5, 6, 8 et 9 avril 1915[5].

En date du 4 avril, ordre à la 12e D.I : objectif : partant de la base B, sape 11, N et O, atteindre le mamelon C et la crête D – X où ils s’installeront. Ces régiments auront en outre à assurer la garde des tranchées de première ligne…
Limite droite : boyau T et le point K zéro.
Limite Gauche : Corne sud-est du bois.
Limite de l’attaque : au-delà de la dernière tranchée jusqu’à la crête militaire, afin de battre les pentes sur Combres.
Unités concernées : 24e brigade (106e RI  et 132e RI). Aux ordres du Gal Cdt la 12e DI : les deux bataillons restants du 67e RI (tranchée de Calonnes) et le 25e BCP (Rupt-en-Woëvre)
Appui : la 24e brigade sera renforcée d’un bataillon du 67e RI, en réserve à Montgirmont, du groupe d’artillerie de campagne du 46e RA de la côte des Hures, et des compagnies du Génie 6/4, 6/4 bis, 6/5 et 4/13.
Articulation : 106e RI à droite, formation triangle pointe en avant, de B et sape 11, ayant pour objectif du mamelon C au point D, crête militaire incluse.
132e RI à gauche, même formation, à partir de la ligne N, I et O’, ayant pour objectif les points E’, K et X (point X en deuxième objectif). Pivot des 106e et 132e RI: point D2.
En date du 5 avril :
Articulation : 132e RI : bataillon d’attaque : 1er bataillon (commandant Rayer), 2e bataillon (commandant Girard) en appui et liaison avec le 106e RI (compagnies 2/6 et 2/7), 3e bataillon (capitaine Caillet) renforcé de la Cie 2/5, à la garde aux tranchées.
15 h : tirs de préparation.
15 h 30 : les régiments rejoignent les bases de départ.
16 h : début de l’attaque. Les 106e RI  et 132e RI débouchent. L’aile gauche (106e RI) parvient à progresser. L’aile droite (132e RI) dans un premier temps, reste cloué au sol, puis avance malgré la puissance du feu ennemie (position allemande fortement renforcée dans la nuit du 4 sur sa ligne D, E, I, X). Les combats au corps à corps s’engagent sur le point D, mais les 6e et 8e compagnies, sur un terrain découvert, sont contraintes au repli et s’abritent entre les sapes 10 et 11.
18 h : les 6e et 8e compagnies repartent à l’attaque, 6e compagnie en tête.
19 h 30 : le 1er bataillon s’accroche toujours aux points I et E. La 11e compagnie est contrainte d’arrêter le combat (armement hors-service à cause de la boue).
21 h : forte contre-attaque allemande sur les points I et E. Elle est dispersée par le 1er bataillon.
23 h (heure non précisée avec exactitude) : deuxième contre-attaque allemande également repoussée, mais reste accrochée sur les positions du 1er bataillon et reste au contact.
En date du 6 avril :
4 h : les 11e et 12e compagnies du 67e RI renforcées à gauche par la 7e compagnie du 132e RI s’appuyant sur le 1er bataillon du 132e RI (commandant Rayer), traversent les positions tenues et partent à l’assaut des points X et I. Les 6e et 8e compagnies (132e RI) attaquent sur I, E et D. L’attaque est clouée par des tirs de mitrailleuse allemandes venant des points X et K. Les deux compagnies du 67e RI qui attaquèrent le point X le 6 avril à 4 h faisait partie du 3e bataillon (bataillon Arth).
La compagnie de droite (compagnie Thil : 12e compagnie) marche vers les points S et F.
La compagnie de gauche (compagnie Duval : certainement la 11e compagnie) progresse vers la tranchée alpha.
4 h 30 : les unités françaises étant maintenues sur leurs lignes, violente contre-attaque allemande sur le mamelon C et le point D2 (jonction des 106e RI  et 132e RI). Les rapports de force étant trop inégal, les Allemands, au combat au corps à corps, reprennent le mamelon C.
15 h : violents tirs de barrage de l’artillerie française sur les points C, D, E.
16 h : contre-attaque française. Le 106e RI reprend le mamelon C, le 132e RI (renforcé du 1er bataillon (commandant Duffié) du 67e R.I reprend la ligne D, E, puis la ligne I, S. Les Allemands reculent, le 132e RI avance jusqu’à D2. Le bataillon Rayer et les 6e et 8e compagnies du 132e RI atteignent le versant sud.
le 1er bataillon du 67e (bataillon Duffie, donc la 4e compagnie) marche à 16 h sur X et I puis sur X et K appuyé par les deux compagnies du bataillon Arth…
En date du 7 avril :
04h15 : Violentes contre-attaque allemande. Les deux RI ne peuvent plus bénéficier de l’appui de l’artillerie française (les lignes de front sont trop imbriquées).
07h00 : Les Unités françaises sont contraintes au repli.
09h10 : ordre est donné au 25e BCP de monter en ligne.
13h15 : Tirs de barrage de l’artillerie allemande suivi, dans la foulée, d’une contre-attaque allemande face au 106e RI et 132e RI. Débordé, le 106e RI perd à nouveau le Mamelon C. Mais la contre-attaque est enrayée.
15h30 : les 106 et 132e RI reçoivent l’ordre de repartir à l’assaut appuyés par le 25e BCP plus toutes les réserves des 106e RI, 132e RI et 67e RI.
16h30 : le Lcl Barjonnet, commandant le 106e RI  est blessé au combat.
16h45 : l’heure de l’assaut est reporté.
17h15 : le Cdt Rayer est blessé au combat.
17h30 : l’assaut est définitivement reporté au lendemain.
19h00 : les Français, le 7 avril, ont été presque ramenés sur leurs bases du 5 avril.
23h00 : le 106e RI tente des contre-attaques, sans succès.
En date du 8 avril :
08h00 : l’artillerie française commence le pilonnage du Mamelon C, et des tranchées tenues par les Allemands.
09h00 : le 106e RI  et le 25e BCP en 1re ligne soutenues par le 132e RI commandé par le lieutenant-colonel Maurel. Reprise des combats. Les duels d’artillerie continueront toute la journée.
09h10 : Le Mamelon C est définitivement repris, puis les Points D, E, et I.
Le 9 avril, enlèvement de la crête des Éparges, puis stabilisation du front.
Le 17 avril, 'Nous avons attaqué le matin, à l'arme blanche tant il pleuvait, tant la boue se creusait et montait, happant les hommes, collant aux armes, enrayant les culasses des fusils. Les nôtres se sont battus tout le jour, chassés à coup de grenades, revenant à l'attaque, chassés encore et revenant toujours. Ils se sont battus jusqu'à la nuit.'
Du 24 au 28 avril, violentes attaques allemandes vers la tranchée de Calonne et les Éparges, contre-attaques françaises.
À partir du 28 avril, secteur déplacé à droite, vers la tranchée de Calonne et Vaux-lès-Palameix.
Le 5 mai, nouvelles attaques allemandes vers la tranchée de Calonne.
Du 3 au 15 juin, front étendu à droite, jusque vers Vaux-lès-Palameix.
Du 20 au 26 juin, attaques françaises vers la tranchée de Calonne.
- 4 août – 2 septembre : retrait du front ; repos et instruction vers Rumont.
- 2 – 20 septembre : mouvement par étapes, par Heiltz-l'Évêque, vers la région de Cernon ; repos et instruction.
- 20 septembre – 2 octobre : mouvement vers le camp de Noblette. Engagée, du 25 au 30 septembre, vers Souain, dans la Seconde bataille de Champagne.
  - 26 septembre : message du 6e Corps d'Armée à 127e DI -12e DI - 56e DI:

le 26.9.1915 - 3 heures du matin « … La mission du 6e Corps est de continuer l'offensive en direction générale de Sommepy. 12e DI, à l'ouest de la route de Somme-Py.
- 2 octobre – 30 décembre : retrait du front ; stationnement au sud de Bussy-le-Château.
  - 5 - 14 octobre : éléments engagées avec la 51e D.I., à l'est de la route de Souain à Somme-Py. À partir du 24 octobre, mouvement vers Mairy-sur-Marne ; instruction et repos. À partir du 2 novembre, mouvement vers la région Mourmelon-le-Grand, Trépail ; travaux d'organisation défensive ; repos et instruction.
- 30 décembre 1915 – 1er juin 1916 : occupation d'un secteur vers Auberive-sur-Suippe et l'Épine de Vedegrange : Le 15 mars 1916, attaque française.
  - 14 avril : front étendu, à droite, jusqu'au nord-est de Saint-Hilaire-le-Grand. Le 19 mai, attaque allemande par gaz.

#### 1916
- 1er - 15 juin : retrait du front ; repos au nord de Chalons-sur-Marne. À partir du 10 juin, transport par V.F. dans la région de Laheycourt. Repos vers Vaubecourt.
- 15 - 28 juin : transport par camions à Beauzée-sur-Aire. Engagée dans la bataille de Verdun, vers le bois Fumin, les abords du fort de Vaux et le sud de Damloup.
  - 21 juin : attaque allemande
  - 23 juin : contre-attaque française
- 28 juin - 18 septembre : retrait du front, transport par camions vers Saint-Dizier ; repos. À partir du 18 juillet, transport par V.F. dans la région d'Épernay et repos dans celle de Dormans ; à partir du 12 août instructions au camp de Ville-en-Tardenois. À partir du 5 septembre, transport par V.F. dans la région de Saint-Omer-en-Chaussée, Boves ; repos dans celle de Crèvecœur-le-Grand, puis dans celle de Conty.
- 18 septembre - 20 octobre : mouvement vers le front. Engagée à partir du 20 septembre vers la ferme de Bois l'Abbé dans la bataille de la Somme.
  - 25 septembre, 7 et 13 octobre : attaques françaises ; le 1er octobre, front étendu à gauche jusqu'à Bouchavesnes.
- 20 octobre - 11 novembre : retrait du front et repos dans la région de Formerie.
- 11 novembre - 18 décembre : mouvement vers le front et occupation d'un secteur vers la ferme de Bois-l'Abbé et Rancourt. Front réduit à gauche le 20 novembre jusque vers Bouchavesnes.
- 18 décembre 1916 - 5 février 1917 : regroupement vers Noyers-Saint-Martin et mouvement par étapes, par Crépy-en-Valois, vers la région de Coulonges-Cohan ; repos. À partir du 15 janvier 1917, mouvement vers Lizy-sur-Ourcq.

#### 1917
- 5 février - 20 mars : transport par V.F. vers le front, puis occupation d'un secteur vers Chavonne et Chivy.
- 20 mars - 15 avril : retrait du front, repos vers Neuilly-Saint-Front et La Ferté-Milon, puis à partir du 13 avril vers Ecuiry.
- 15 - 19 avril : mouvement vers Braine. À partir du 16 avril, engagée dans la bataille du Chemin des Dames, progression en seconde ligne à l'ouest de Craonne.
- 19 avril - 9 mai : occupation d'un secteur vers le canal de l'Oise à l'Aisne et l'Epine de Chevreny.
  - 5 mai : attaque française sur la ferme Froidmont.
- 9 mai - 13 juin : retrait du front, repos vers Braine. À partir du 18 mai, mouvement par étapes vers Gandelu, par La Ferté-Milon et Neuilly-Saint-Front ; repos.
  - 9 juin : mouvement par Changis-sur-Marne, vers Coulommiers ; repos et instruction.
- 13 juin - 17 décembre : transport par V.F. de la région de Coulommiers dans celle d'Épinal et de Corcieux. À partir du 14 juin, occupation d'un secteur vers le Col de la Chapelotte et le Col de Sainte-Marie, réduit le 14 juillet sur Provenchères-sur-Fave.
- 17 décembre 1917 - 25 mars 1918 : retrait du front, repos vers Bruyères.
  - 20 décembre : mouvement par étapes par Remiremont, Luxeuil-les-Bains pour atteindre la région de Belfort et de Montbéliard, puis travaux défensifs vers la frontière suisse (région de Sochaux). À partir du 11 mars 1918, mouvement vers le camp Noroy-le-Bourg, instruction.

#### 1918
- 25 mars - 5 avril : transport par V.F. dans la région de Montdidier. Engagée, vers Braches, à partir du 26 mars dans la bataille de l'Avre (seconde bataille de Picardie). Résistance devant Grisvesnes et la ferme Saint-Agnan, puis stabilisation du front vers Grisvesnes et l'ouest de Montdidier.
- 5 avril - 18 juillet : retrait du front ; à partir du 11 avril transport par V.F. en Lorraine. À partir du 19 avril, occupation d'un secteur vers Domèvre-sur-Vezouze et Leintrey.
- 18 juillet - 16 septembre : retrait du front et transport par V.F. de la région de Bayon dans celle de Nanteuil-le-Haudouin. À partir du 23 juillet, engagée, vers Hartennes dans la bataille de la Marne.
  - 25 juillet : prise de Villemontoire. Puis à partir du 5 août, occupation des positions conquises vers Ciry-Salsogne et l'est de Vasseny. Extension du front à gauche, le 11 août, jusque vers Venizel. À la fin août, engagée dans la poussée vers la poisition Hindenburg.
  - 7 septembre : prise du fort de Condé, puis combat vers Vailly-sur-Aisne.
- 16 septembre - 6 octobre : retrait du front et mouvement vers Crouy-sur-Ourcq ; repos.
- 6 octobre - 11 novembre : transport par V.F. dans les Flandres : mouvement par Bikschote vers Roulers. À partir du 23 octobre, engagée dans la bataille de la Lys et de l'Escaut (Seconde bataille de Belgique). Combat et progression jusque dans la région d'Eine.

## Entre-deux-guerres
En 1935, elle devient 12e division d'infanterie motorisée, type renforcé (apte au combat dès le début des hostilités).

## Seconde Guerre mondiale

### Composition
Elle comprend les unités suivantes : sous les ordres du général Janssen.
- 150e régiment d'infanterie de Verdun
- 106e régiment d'infanterie de Châlons-sur-Marne et Reims
- 8e régiment de zouaves de Mourmelon
- 25e régiment d'artillerie divisionaire équipé en canon de 75 mm
- 225e régiment d'artillerie lourde divisionnaire équipé en canons de 155 courts
- 3e groupe de reconnaissance de division d'infanterie d'Épernay (une quarantaine de blindés)
- et tous les services (Sapeurs mineurs, télégraphique, compagnie auto de transport, groupe sanitaire divisionnaire, etc.) soit au total environ 26 000 hommes.
- 92e groupe de reconnaissance de division d'infanterie, rattaché à la division à partir du 31 mai 1940

### Historique

#### 1939
Le jour de la déclaration de guerre, le 3 septembre 1939, elle se trouve au nord de Thionville et refoule à la frontière les troupes allemandes avancées jusque vers Kœnigsmacker aux abords de la ligne Maginot.
Relevée après un mois de combats, elle passe en réserve du grand quartier général dans la région d'Avesnes-sur-Helpe près d'Hirson.

#### 1940
- Le 10 mai 1940, la 12e DIM, sous les ordres du général Janssen, est rattachée au 5e corps d'Armée qui est intégré à la 1re armée. Implantée dans la région de Saint-Quentin, à l’exception du génie et du 3e GRDI stationnés au Sud de Maubeuge, la 12e DIM reçoit, conformément à la manœuvre Dyle, l'ordre de passer la frontière belge et d'occuper le secteur de Gembloux près de Namur.
Précédé par le GRDI et le génie, la division prend alors 2 itinéraires :

1. Le Cateau, Maubeuge, Charleroi par le Nord et Velaine-sur-Sambre, Namur.
2. Avesnes, Beaumont, Charleroi par le Sud, rive Sud de la Sambre, Namur.
3. Le 3e GRDI et les sapeurs du 2e régiment du génie, partiront du Sud de Maubeuge pour participer à des actions retardatrices en avant des positions défensives entre Rhisnes et Temploux.

- Dans la nuit du 10 au 11 mai les éléments de reconnaissance[9] pénètrent en Belgique et arrivent à pied d’œuvre à 18 heures entre Rhisnes et Temploux en arrière du Corps de Cavalerie qui tient la ligne Tirlemont-Huy pendant que les autres éléments de la division se mettent en mouvement à 17 heures afin d'éviter les attaques de la Luftwaffe, maitresse du ciel.
- Dans la matinée 12 mai, les premiers éléments arrivent, et les unités se déploient aussitôt et prennent leurs positions, malgré harcèlement de la Luftwaffe qui opère sur la région de la Dyle, en particulier sur Rhisnes et Temploux. À 15 km en avant des positions, les sapeurs préparent un barrage d’une vingtaine de destructions.
- Le 13 mai, les attaques de la Luftwaffe, sont plus fréquentes et plus précises. Rhisnes et Temploux sont de nouveau bombardées ainsi que le poste de commandement situé de Spy qui sera obligé de changer d'emplacement. L’infanterie s’enterre, assied son plan de feux et pose un barrage de mines anti-char devant tout le front du secteur qui complète les charges de destruction des sapeurs et l’artillerie camoufle ses positions. Au soir, le dispositif est solidement installé et la division est prête à combattre mais toutes les autres unités françaises elles ne sont soit pas encore complètes soit pas encore arrivées.
Au soir les nouvelles sont préoccupantes :

1. Sur le front Est, le canal Albert a été franchi, les réfugiés affluent, de nombreux isolés de l’armée belge se replient. Le corps de cavalerie Français du général Prioux[10] qui a combattu toute la journée à Hannut et Merdorp, face aux Panzers et aux Stukas, prépare son repli pour la nuit prochaine, le 3e GRDI assurant la liaison entre les 2 divisions légères mécaniques.
2. Sur le front Sud, la IXe armée française du général Corap, violemment attaquée, a cédé plusieurs têtes de pont sur la Meuse. Elle doit contre-attaquer le lendemain avec la participation de la puissante 1re division cuirassée.

- Le 14 mai, les chasseurs ardennais abandonnent la position Perwez et se regroupent derrière les positions tenues par la 12e DIM. Le corps de cavalerie Français du général Prioux exécute son repli, protégeant avec ses derniers chars les sapeurs de la 12e DIM qui font sauter les charges de destructions préparées entre Hanret et Saint-Germain et se rassemblent à Onoz. Le 3e GRDI couvre la fin du repli du corps de cavalerie et ralentit au maximum l’ennemi, lui causant des pertes sérieuses.
Dans l'après-midi des chars légers allemands attaquent les positions tenues par le 150e RI, mais pris sous le feu du 225e RADA ils se dérobent rapidement. En fin d'après-midi 1 bataillon du 150e RI et le 3e GRDI reçoivent l'ordre de tenir, face au Sud, le passages de la Sambre à Floriffoux entre Namur et Auvelais.
- Dès l'aube du 15 mai, la Lufwaffe reprend sa ronde et attaque les carrefours, les bois, les PC, les points d’appui, etc. Dans la matinée le 8e Zouaves est attaqué par des blindés ennemis qui sont mis en fuite par l'artillerie mais en fin de matinée parvient l’ordre de repli sur la frontière française. Les positions sont abandonnées à la nuit, afin d'éviter la Luftwaffe, et la 12e DIM se fortifie sur le canal de Charleroi en passant par Spy, Velaine et Fleurus. En fin de nuit 3e GRDI couvre le repli de la 5e DINA puis se regroupe à Ransart pendant que le génie devant détruire 12 ponts, dont quatre voies ferrées, entre Floreffe et Ham-sur-Sambre en détruira 11 ponts, le 12e, un pont voie ferrée, sera coupé mais ne tombera pas; il sera toutefois inutilisable pour les véhicules.
- Le 16 mai à l'aube, l'ensemble des éléments de la division sont à l’Ouest de l’Orneau, et reçoivent l'ordre de gagner au plus vite le canal de Charleroi dans la boucle entre Godarville et Motte-Courcelles  en raison de la poussée allemande au Sud de la Sambre. À midi la 12e DIM continue son repli, par des itinéraires encombrés et sous le harcèlement continue de l’aviation ennemie. En fin de journée, les têtes de colonne parviennent péniblement à Gosselies et Jumet. Le détachement du colonel Parent composé d'éléments des 106e RI renforcé par le 3e GRDI effectuent des combats d'arrière-garde en s’opposant aux infiltrations avant de décrocher dans la nuit.
- Au cours de la nuit du 16 au 17 mai, le gros des régiments d’infanterie franchissent le canal par les ponts de Roux et de Motte et se déploient immédiatement. L'ennemi s'infiltrant en force par le pont de Luttre, qui n'a été détruit par le génie belge, attaque et bouscule les 2 régiments du 150e RI et le 8e Zouaves qui forment l'arrière garde. Toutefois le 38e BCC et le groupe d'escadrons de découverte du 3e GRDI sous les ordres du capitaine de Lannoy appuyés par l'artillerie rejettent l’ennemi à l’Est du canal. À 19 heures, le front est rétablie, mais un nouvel ordre de repli parvient. La 12e DIM doit décrocher dans nuit et passant par le sud de Mons Bray, Saint-Ghislain et Harveng elle prend position à hauteur de Bavai.

Pendant 3 jours, elle maintiendra les divisions blindés allemandes puis recevra l'ordre de se replier, la Meuse ayant été franchie à Sedan et à Dinant.
- Le 19 mai, se battant le jour, se déplaçant la nuit, l'infanterie, tient une ligne défensive, au sud de Mons en Belgique, passant par Harmignies, Mesvin, Ciply et Pâturages. À la suite d'une action de chars allemands à Ciply, l'infanterie de la 12e DIM reçoit l'ordre de se replier sur la position frontière du secteur de Hainaut. Dans la soirée les éléments en mouvements se heurtent aux colonnes ennemies, vers Bavai et Wargnies, qui tiennent les positions à occuper. Le général Janssen, sans contact avec son supérieur le général René Altmayer encerclé encerclé avec la 5e DINA en forêt de Mormal, décide de replier la 12e DIM vers l’ouest sur Valenciennes en passant par Roisin, Sebourg, Aulnoy-lez-Valenciennes.
- Le 20 mai au prix d’une marche de nuit épuisante tous les éléments arrivent à passer l’Escaut à Haulchin, Trith-Saint-Léger et Valenciennes et se regroupent, en arrière de la 15e DIM du général Juin, entre Wallers et Anzin. Le soir la 12e DIM qui est désormais rattachée au IIIe CA occupe les positions suivantes :
- 8e Zouaves : Hérin
- 106e RI : Beuvrages
- 150e RI : Aubry et Anzin
- 25e RAD : Hasnon
- 225e RADA : Forêt de Vicoigne
- 3e GRDI et Groupe Sanitaire Divisionnaire (GSD) : Wallers
- Le 21 mai, la division cherche à regrouper ses éléments égarés et se réorganise, avant de repartir, à la nuit, en direction de Bruay-en-Artois.
- Le 22 mai le 106e RI est détaché de sa division et transporté en camion vers le Nord pour tenir la position frontière fortifiée entre Cysoing et Mouchin. Les autres éléments de la 12e DIM sont ramenés, à pied, de Bruay-en-Artois à Avelin.

Se battant le jour, se déplaçant la nuit, elle gagne Dunkerque par Charleroi, Valenciennes, Lille, Bailleul, se frayant un chemin à travers les troupes allemandes qui l'encerclent.

##### Opération Dynamo: l'évacuation de Dunkerque
Arrivée à Dunkerque, la 12e DIM a pour mission de protéger l'embarquement des troupes dans le cadre de l'Opération Dynamo. Réduite à 8 000 hommes, la division va résister pendant 9 jours face une Wehrmacht en supériorité numérique écrasante. Son sacrifice ultime permet l'évacuation de 347 781 soldat alliés vers l'Angleterre.
Les survivants de la division sont faits prisonniers le 4 juin 1940 au matin sur la plage de Malo-les-Bains.

### Guerre d'Algérie
La division est recréée pendant la guerre d'Algérie. Elle est constituée en janvier 1956 avec des éléments métropolitains du contigent rappelés en 9e région militaire par le plan Valmy (issus notamment de la 29e DI) et d'unités revenues d'Indochine (régiment d'infanterie coloniale du Maroc, 22e régiment d'infanterie coloniale et 5e régiment étranger d'infanterie).
Débarquée en février 1956, elle installe son quartier général à Tlemcen et est rattachée au corps d'armée d'Oran (division militaire d'Oran avant 1957). En 1961, son ordre de bataille est le suivant :
- État-major à Tlemcen,
- Régiment d'infanterie chars de marine (automitrailleuses M8 et chars M24, Nedroma),
- 2e régiment de chasseurs d'Afrique (idem, Sebdou),
- 3e régiment de cuirassiers (chars M24, Sebdou),
- 5e régiment d'infanterie (Beni Bahdel),
- 7e régiment d'infanterie (Zarifet près de Tlemcen),
- 22e régiment d'infanterie de marine (Marnia),
- 1re demi-brigade de fusiliers marins (Nemours),
- IV/10e régiment d'artillerie de marine (Turenne),
- II/66e régiment d'artillerie (Nedroma),
- II/403e régiment d'artillerie (El Aricha).

Elle est dissoute à Tlemcen le 30 novembre 1962.

### Guerre froide
La 12e division d'infanterie est recréée du 1er juillet 1979 au 30 juin 1984. Elle est formée des unités suivantes :
- 39e régiment d'infanterie de Rouen,
- 43e régiment d'infanterie de Lille,
- 51e régiment d'infanterie de Compiègne,
- 7e régiment de chasseurs d'Arras,
- 3e régiment d'artillerie de marine de Vernon,
- 62e compagnie du génie d'Oissel,
- 12e régiment de commandement et de soutien d'Évreux.

En cas de mobilisation, la 12e DI doit mettre sur pied la 112e DI.

## Insigne
En 1940, la division adopte comme insigne un coq gaulois dans un cercle. En 1956, l'insigne repris ce motif : dans un écu d'or bordé gueules, le coq gaulois est becqué et barbé de gueules. Homologué G.1278 en 1956, l'insigne existe en version métallique (fabriquée par Drago) et en tissu.

## Sources et bibliographie
- Maurice Genevoix, Ceux de 14 (Sous Verdun, Nuits de Guerre, La Boue, Les Eparges), Paris, Éditions Flammarion, 1949
- Commandant R. de Fériet, La Crête des Éparges, 1914-1918, Paris, Payot, 1939, 210 p.
- AFGG, vol. 2, t. 10 : Ordres de bataille des grandes unités : divisions d'infanterie, divisions de cavalerie, 1924, 1092 p. (lire en ligne).